# Jürgen Schmidt (Politiker, 1939)
Jürgen Schmidt (* 5. November 1939 in Hamburg; † 3. Februar 2023 ebenda) war ein deutscher Politiker der SPD und Mitglied der Hamburgischen Bürgerschaft.

## Leben
Nach der Schule absolvierte er eine Lehre zum Exportkaufmann. Es folgte die Ausbildung als Steuerbeamter und Diplom-Finanzwirt. Er arbeitet dann als Betriebsprüfer sowie als Lehrkraft am Bildungszentrum für die Hamburger Steuerverwaltung. Ab Dezember 2001 war er im Ruhestand.
Neben der parlamentarischen Arbeit war er Mitglied der Deutschen Steuer-Gewerkschaft.
Schmidt war verheiratet und hatte zwei Kinder. Im Februar 2023 starb er nach langer, schwerer Krankheit im Alter von 83 Jahren.

## Politik
Schmidt war seit 1962 Mitglied in der SPD. Von 1978 bis 1997 war er Mitglied in der Bezirksversammlung Altona (davon zehn Jahre als Vorsitzender).
In den Jahren 1997 bis 2008 war er Mitglied der Hamburgischen Bürgerschaft. Dort saß er für seine Fraktion im Eingabenausschuss, Europaausschuss und als Vorsitzender im Sportausschuss. Er war Fachsprecher für Sport und Tourismus.